# موشق گالشویان

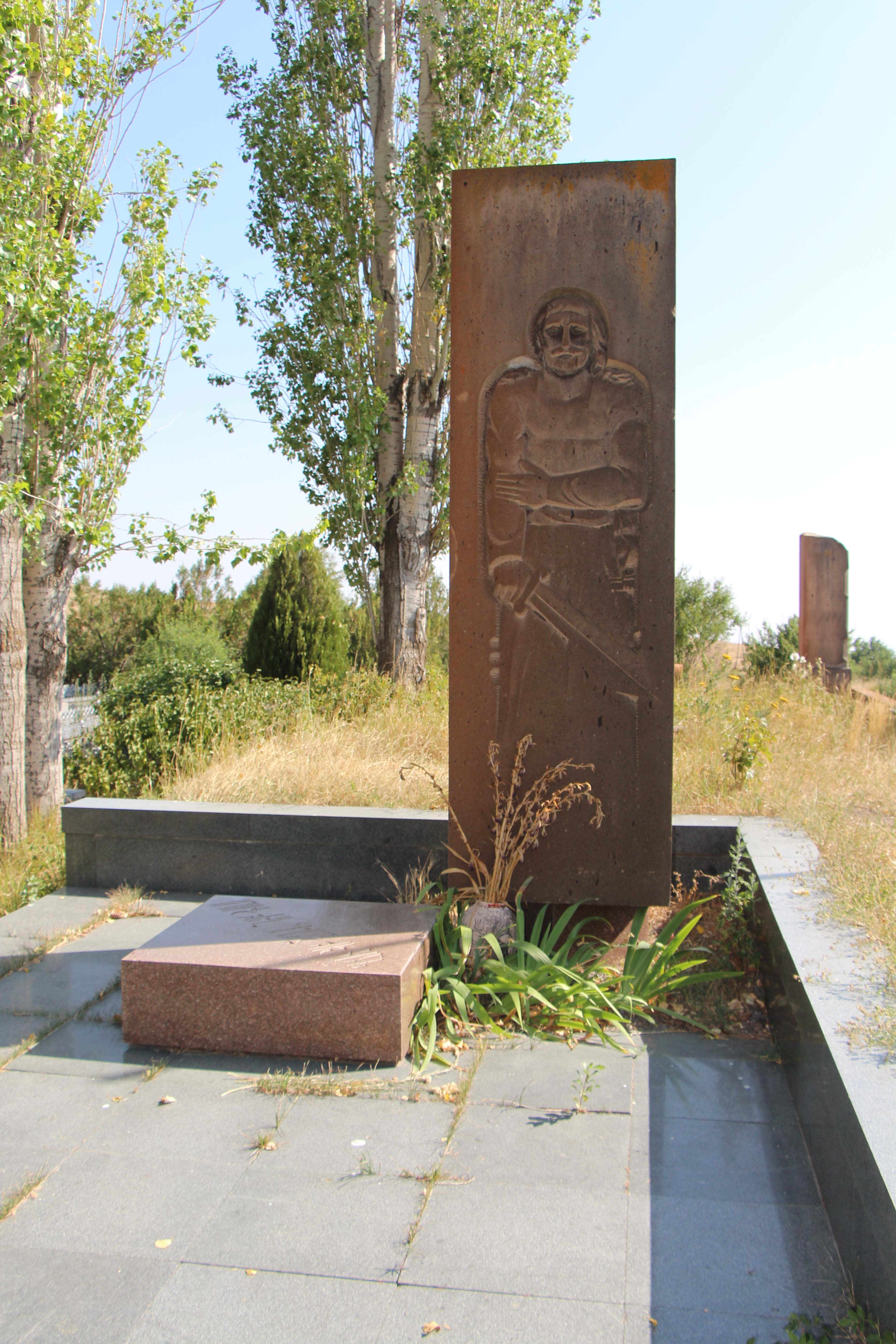

موشق هُویی گالشویان (ارمنی: Մուշեղ Հովեի Մանուկյան؛ زادهٔ ۱۳ دسامبر ۱۹۳۳ - درگذشته ۱۵ اکتبر ۱۹۸۰) یک نثرنویس، شاعر و روزنامه‌نگار اهل ارمنستان بود. وی عضو اتحاد نویسندگان اتحاد شوروی بود. وی در آوانگارد، گارون هایاستان فعالیت می‌کرد.

## زندگی‌نامه
وی در ۱۳ دسامبر ۱۹۳۳ در کاتناغبیور به دنیا آمد و از دانشگاه ملی علوم کشاورزی ارمنستان فارغ‌التحصیل گشت. وی برنده جوایزی همچون جایزه دولتی ارمنستان شوروی شد. وی در ۱۵ اکتبر ۱۹۸۰ در سن ۴۶ سالگی در کاتناغبیور درگذشت و در زادگاهش به خاک سپرده شد.

## کتابشناسی
- دزوری میرو (hy)